# Di dân Việt Nam sau 1975
Di dân Việt Nam sau năm 1975 là một sự kiện trong lịch sử Việt Nam hiện đại, là hệ quả của cuộc Chiến tranh Việt Nam. Những người di dân này rời Việt Nam và đã tạo ra nhiều cộng đồng người Việt hải ngoại ở các nước họ đến, đặc biệt là Mỹ và các nước tư bản. Hầu hết người Việt di dân sau năm 1975 vì những lý do kinh tế lẫn chính trị. 
Cuộc di dân này có thể được phân thành ba giai đoạn với ba khái niệm: "tị nạn" sau chiến tranh là dòng người đi ra khỏi lãnh thổ Việt Nam xung quanh trước và sau sự kiện 30 tháng 4 năm 1975; "vượt biên" là dòng người tiếp tục rời Việt Nam bất hợp pháp bằng đường biển hoặc đường bộ trong những năm sau đó; và dòng người rời Việt Nam theo Chương trình Ra đi có Trật tự (chỉ dành cho người đến Hoa Kỳ). 
Dù không có định nghĩa rõ ràng nào về khoảng thời gian của cuộc di dân sau 1975 nhưng có thể nói, kể từ sau mốc sự kiện bình thường hóa quan hệ ngoại giao Hoa Kỳ - Việt Nam (1995) và khi Chương trình Ra đi có Trật tự kết thúc thì việc người Việt Nam rời nước này đến sinh sống tại Hoa Kỳ hay một quốc gia nào khác trên thế giới từ đây được coi là vì lí do kinh tế (chẳng hạn xuất khẩu lao động) hoặc là nhập cư đơn thuần. Về sau cũng có các trường hợp người rời Việt Nam vì lí do chính trị nhưng thường không được xem là di dân Việt Nam sau năm 1975.

## Di dân Việt Nam ra hải ngoại
Ngày 30 tháng 4 năm 1975 là ngày Việt Nam Cộng hòa sụp đổ, chiến tranh Việt Nam chấm dứt. Sau đó là hai đợt di dân lớn từ Việt Nam đến Hoa Kỳ và các nước phương Tây. Hơn 125.000 người Việt Nam đến Hoa Kỳ vào cuối xuân 1975 vì sợ chính quyền mới trả thù . Ngoài ra khoảng 20.000 người đến Châu Âu và các nước khác.
Năm 1977 bắt đầu đợt thứ hai khi phong trào vượt biển tỵ nạn xảy ra. Làn sóng di dân này kéo dài cho đến giữa thập niên 1980 một phần vì vấn đề kinh tế khó khăn tại Việt Nam do chính sách của chính phủ và các thông tin bên ngoài nước.

## Số liệu người tỵ nạn Việt Nam từ sau ngày 30 tháng 4/1975
1. Tháng 6-1975 đến 1979: 311.400. Đường bộ có 14.600 qua ngả Campuchia, Thái Lan. Tổng cộng 326.000.
2. 1980 đến 1984: 242.000 thuyền nhân và 11.000 tỵ nạn đường bộ. Tổng cộng đợt 2 là 253.100. 
3. 1985 đến 1989: 186.500 thuyền nhân và đường bộ 10.500. Tổng cộng 197.000. 
4. 1990 đến 1995: 56.400 thuyền nhân và đường bộ 6.700. Tổng cộng 63.100. 
Cộng chung 4 đợt ghi nhận được 796.300 thuyền nhân tỵ nạn và 42.900 đi đường bộ. Tổng kết từ cuối năm 1975 đến năm 1995 trải qua 20 năm đã có 839.200 người dân Việt rời bỏ Việt Nam đến các trại tỵ nạn. Con số những người chết trong biển Đông và núi rừng biên giới Thái Lan – Campuchia là các số thống kê không bao giờ ghi lại được. Con số ước lượng là từ 400.000 đến 500.000 người.

## Người định cư tại các trại tỵ nạn
Tổng cộng thống kê ghi được trong suốt 20 năm từ 1975 đến 1995 các trại tỵ nạn Đông Nam Á đã tiếp nhận và chuyển tiếp định cư các con số như sau:
- Malaysia 254.000.
- Hồng Kông 195.000.
- Thái Lan 160.200.
- Indonesia 121.700.
- Philippines 51.700.
- Singapore 32.500.
- Nhật Bản 11.100.
- Macao 7.100.
- Hàn Quốc 1.400
- Các nơi khác 3.200.

Tổng cộng cũng là con số 839.200 người của 4 đợt kể trên.

## Định cư tại các quốc gia
- Hoa Kỳ 424.000.
- Úc 111.000.
- Canada 103.000.
- Pháp 27.100.
- Anh 19.300.
- Tây Đức 16.800.
- Hà Lan 7.600.
- Nhật 6.500.
- Thụy Sĩ 6.200.
- Na Uy 6.100.
- Thụy Điển 6.000.
- New Zealand 4.900.
- Đan Mạch 4.700.
- Vương quốc Bỉ  2.000.
- Phần Lan 1.900
- Các nước khác 7.100.

Tổng cộng tính đến 1995 quốc tế đã nhận tổng số 754.800 tỵ nạn Việt Nam

## Chương trình Ra đi có trật tự
Kể từ 1990 đến nay, các chương trình đoàn tụ, đón tù cải tạo, con lai, tái định cư, tỵ nạn tình nguyện trở về đã đưa vào Mỹ và nhiều nước phương Tây các đợt di dân mới. Những người này không qua các trại tỵ nạn Đông Nam Á. Riêng tại Hoa Kỳ, con số này tính đến 2005 lên đến 700.000 người và cộng với đợt di tản 1975 (130.000) và thuyền nhân (424.600). 
Theo thống kê dân số năm 2000, hiện đang có 1.223.736 người Mỹ gốc Việt. Họ là người gốc Á lớn thứ năm sau các nhóm di dân Trung Hoa, Philippines, Ấn Độ và Hàn Quốc.